# Traité de Nöteborg

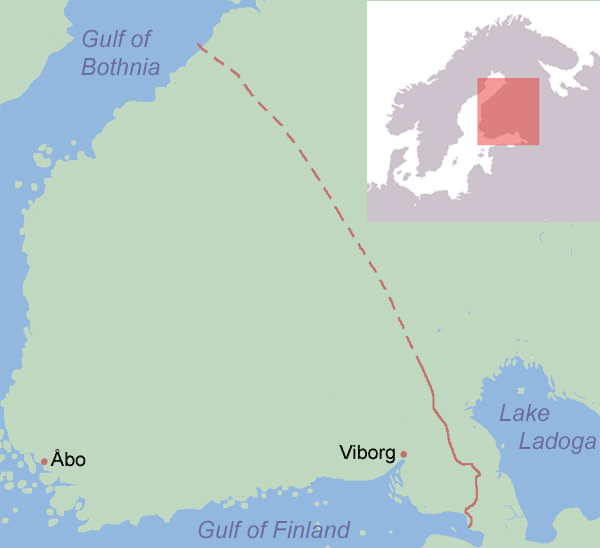
La frontière définie par le traité de Nöteborg, telle qu'on l'interprète le plus souvent. On peut notamment observer les villes fortifiées de Turku (Abo) et de Vyborg.

Le traité de Nöteborg (en finnois la paix de Pähkinäsaari) a été signé le 12 août 1323 dans la ville de Nöteborg, en Suède (maintenant Chlisselbourg, en Russie). C'est le premier accord visant à délimiter la frontière entre la Suède et la république de Novgorod. Il est suivi trois ans plus tard d'un accord entre la Norvège et Novgorod, appelé traité de Novgorod.
Le texte original du traité a été perdu et ne subsiste que dans des copies partielles en russe, en suédois et en latin, qui présentent des contradictions. On parlait pas à l'époque non de traité de paix mais de paix permanente.

## Le partage de la Carélie
Le traité fut négocié avec l'aide des marchands hanséatiques pour de mettre fin aux guerres entre la Suède et Novgorod. 
En gage de bonne volonté, le prince Iouri céda trois paroisses de Carélie à la Suède. En échange, la Suède resterait à l'écart de tout conflit entre Novgorod et Narva. Les deux parties s'engageaient également à ne pas construire de fortifications sur la nouvelle frontière.
Le traité définissait la frontière comme commençant au nord-est de Vyborg, divisant l'isthme de Carélie, traversant la Savonie, et se terminant dans le golfe de Botnie, près du fleuve Pyhäjoki. 
De fait, seule la partie méridionale de la frontière, près de Vyborg, était considérée comme réellement importante et fut clairement établie lors du traité. Certains historiens pensent que la frontière dans les régions non colonisées ne fut pas aussi strictement définie que celle qui partageait l'isthme de Carélie et que le traité aurait en fait donné à la Suède et à Novgorod des droits équivalents sur l'Ostrobotnie septentrionale et la Laponie.
Les tribus finlandaises vivant des deux côtés de la frontière, principalement des Caréliens, des Finnois et des Tavastiens, n'eurent pas leur mot à dire au cours des négociations. 
La Suède et Novgorod s'étaient déjà mis d'accord de fait sur leurs zones d'influence en Fennoscandie orientale, les Caréliens étant placés sous tutelle russe et les autres tribus, situées plus à l'ouest, sous tutelle suédoise. Le traité consacra l'approbation internationale de cet état de fait, mais le concept de « paix permanente » n'eut pas vraiment d'effet sur le conflit à long terme entre Novgorod et la Suède. 
La partie septentrionale de la frontière passait à travers des régions sauvages qui n'intéressaient pas les marchands hanséatiques mais devinrent rapidement prétexte à de nouveaux affrontements. 
Il est probable que les Suédois, mécontents de la perte du nord du golfe de Botnie, falsifièrent une partie du traité à peine quelques années plus tard et prétendirent que la frontière septentrionale courait jusqu'à l'océan Arctique. 
En 1328, la Suède mettait déjà en place une entreprise de colonisation visant à prendre le contrôle de l'Ostrobotnie septentrionale. 
La Suède construisit des fortifications à Oulu vers 1375 et à Olavinlinna en 1475, du côté novgorodien de la frontière.
La Russie s'opposa à la falsification du traité jusqu'en 1595, lorsqu'au traité de Teusina, elle reconnut la copie suédoise du traité comme la bonne. 
Dans les faits, la Suède avait déjà cependant parvenue à prendre le contrôle de vastes régions du côté novgorodien de la frontière originelle, notamment l'Ostrobotnie et la Savonie.